# Bruno Cappellini
Bruno Cappellini (Casalguidi, 27 aprile 1920 – Quarrata, 31 dicembre 2007) è stato un allenatore di calcio e calciatore italiano, di ruolo difensore.
Era noto come Cappellini II per distinguerlo dal fratello maggiore Sestino, o Cappellini I.
È morto il 31 dicembre 2007 ad 87 anni nella sua abitazione di Quarrata in Provincia di Pistoia.

## Caratteristiche tecniche
Giocava come terzino.

## Carriera

### Giocatore
Ha esordito in Serie A con la maglia del Palermo il 21 ottobre 1945 in Palermo-Bari (0-2).
Ha giocato in massima serie anche con la maglia del Genoa.
Nella stagione 1949-1950 ha giocato con il Brescia.

### Allenatore
Ha allenato per due stagioni la Pistoiese.

## Palmarès

### Allenatore

#### Competizioni regionali
- Promozione: 1

Pistoiese: 1952-1953